# 河村謙尚
河村 謙尚（かわむら けんしょう、1999年10月14日 - ）は、ジャパンラグビーリーグワン花園近鉄ライナーズに所属するラグビー選手。

## プロフィール
- 愛知県名古屋市出身。
- ポジションはスクラムハーフ(SH)。
- 身長 171 cm、体重 77 kg
- 東花園駅の駅員として勤めている[1]。

## 略歴
2018年、常翔学園高校卒業後、早稲田大学に入る。
2022年、早稲田大学卒業後、花園近鉄ライナーズに加入。
2023年3月17日に行われたJAPAN RUGBY LEAGUE ONE第12節東京サンゴリアス戦にて途中出場でリーグワン公式戦初出場を果たした。